# 機器感知
機器感知（Machine Cognition）是一连串复杂程序所组成的大规模信息处理系统，信息通常由很多常规传感器采集，经过这些程序的处理后，会得到一些非基本感官能得到的结果。

## 參看
Florida Institute for Human and Machine Cognition